# Simi Bedford
Pour les articles homonymes, voir Bedford.
Simi Bedford est une romancière nigériane basée en Grande-Bretagne. Son premier livre de 1991, Yoruba Girl Dancing, un roman autobiographique sur une jeune fille nigériane envoyée en Angleterre pour recevoir une éducation dans une école privée, fait l'objet d'un abrégé sur BBC Radio 4. Son deuxième roman, Not With Silver, est publié en 2007.

## Biographie
Simi Bedford est née en 1941 à Lagos, au Nigeria, de parents venus de la Sierra Leone. Ses arrière-grands-parents sont originaires du Nigeria et ont été sauvés d'un bateau négrier. Bedford passe ses premières années à Lagos, avant d'aller en Grande-Bretagne pour son éducation, fréquentant un internat dès l'âge de six ans.
Elle étudie le droit à l'université de Durham et travaille ensuite dans les médias, notamment en tant que présentatrice de radio et recherchiste à la télévision. Vivant à Londres, elle s'est mariée et a élevé trois enfants. Elle est depuis divorcée de son mari artiste, Martin Bedford, mais ils entretiennent toujours une relation amicale, partageant même un espace ensemble dans une maison du Devon.
Le premier roman de Bedford , Yoruba Girl Dancing, est semi-autobiographique, racontant l'expérience de l'éducation d'une jeune fille nigériane en Grande-Bretagne, que Francine Prose a décrit dans une critique du  Washington Post comme suit : « bellement écrit... à la fois acerbe et émouvant, douloureusement honnête sur le coût de l’émigration et de l’ajustement. ». Un abrégé en cinq parties de Yoruba Girl Dancing (de Margaret Busby, lu par Adjoa Andoh et produit par David Hunter) est diffusé sur Book at Bedtime de BBC Radio 4 en octobre 1991,. Le roman fait partie de l'anthologie New Daughters of Africa de Margaret Busby,.
Le deuxième roman de Bedford, Not With Silver (2007), est une fiction historique, axée sur l'Afrique de l'Ouest du milieu du XVIIIe siècle, l'esclavage et les intrigues judiciaires. S'appuyant sur l'histoire ancestrale de son auteur, Not With Silver est unique parmi les livres sur l'esclavage dans la mesure où il décrit la vie des peuples d'Afrique avant qu'ils ne soient réduits en esclavage.  The Spectator conclut : « Ce livre d'une honnêteté implacable ne contient aucune note fausse ou sentimentale, absolument aucun embellissement. Un guerrier noir confronté à un danger inattendu apprend à imaginer le pire, à « regarder le léopard dans les yeux ». C’est exactement ce que fait Simi Bedford. Un travail d’amour courageux et inconfortable. ».